# Heksafluorek siarki
Heksafluorek siarki, fluorek siarki(VI), SF
6 – nieorganiczny związek chemiczny o bardzo dobrych własnościach dielektrycznych. Jest to bezbarwny gaz, bez smaku i zapachu, ok. 5 razy gęstszy niż powietrze (6,4 kg/m³).

## Właściwości
Jego własności elektroizolacyjne są około 3 razy lepsze niż powietrza, dobrze gasi łuk elektryczny, przewodność cieplna (1,26×10−4 W/(cm·K)) jest ok. 2 razy mniejsza od przewodności cieplnej powietrza (2,86×10−4 W/(cm·K)), jest niepalny, mało aktywny chemicznie oraz w warunkach normalnych jest nietoksyczny (porównywalny z gazami szlachetnymi, jak np. argon lub hel). W podwyższonych temperaturach (powyżej 200 °C), a zwłaszcza w ekstremalnie wysokich temperaturach jak np. generowanych w łuku elektrycznym i przy obecności wilgoci lub tlenu mogą powstawać toksyczne substancje, głównie SF
4 i SOF
2.
Z powodu dużej gęstości dźwięk rozchodzi się w nim wolniej, w związku z tym ma on właściwości zmniejszające wysokość dźwięku (odwrotnie niż w przypadku gazów lżejszych od powietrza, np. helu). Wdychanie SF6 może jednak powodować obrzęk płuc – ponieważ jest on gazem cięższym od powietrza, może zalegać w układzie oddechowym. Heksafluorek siarki można „nalać” do naczynia jak wodę i położyć na nim łódeczkę z papieru lub folii aluminiowej. Jest to bardzo widowiskowe, a zarazem bezpieczne doświadczenie, stąd też często prezentowane na różnego rodzaju pokazach.

## Wpływ na globalne ocieplenie
SF
6 zaliczany jest do fluorowanych gazów cieplarnianych (tzw. F-gazy), które ze względu na trwałość swoich cząsteczek długotrwale przebywają w atmosferze i wpływają na podwyższenie jej temperatury. Z uwagi na opisane wyżej swoje właściwości jest stosowany w hermetycznie zabudowanych rozdzielniach wysokiego napięcia. Współczynnik ocieplenia globalnego (GWP) SF
6 wynosi 23 900, co czyni go najmocniejszym dotychczas znanym gazem cieplarnianym wg IPCC. Wartość tego współczynnika oznacza, że kilogram tego związku ma takie samo działanie, jak 23 900 kg dwutlenku węgla. Emisja SF
6 jest praktycznie całkowicie pochodzenia antropogenicznego i powoduje jego postępującą i nieodwracalną akumulację w atmosferze. Przeprowadzone w latach 1980–1990 badania wykazały roczny wzrost jego stężenia o 7%, od zanotowanego w 1980 roku poziomu poniżej 1 ppt do niemal 4 ppt w późnych latach 90., co oznacza około 4-krotny wzrost na przestrzeni 20 lat. Jest niezwykle trwały w atmosferze, jego czas rozkładu szacuje się na 800–3200 lat.

## Zastosowanie
- Urządzenia rozdzielcze z izolacją gazową
- Przewody wysokiego napięcia
- Aparatura radiologiczna
- Akceleratory cząstek
- Urządzenia do produkcji półprzewodników[14]
- W hutnictwie aluminium i magnezu jako gaz inertny zapobiegający utlenianiu się stopionego metalu[15]
- Dawniej stosowany z uwagi na swoje właściwości izolacyjne i wygłuszające jako wypełniacz szyb zespolonych[16]
- Zastosowania medyczne: anestezja weterynaryjna[17], leczenie odwarstwienia siatkówki oka[18]
- Jako źródło (w drodze egzotermicznej reakcji ze stałym litem) energii do napędu dla torped[19]